# Scapheremaeus balazsi
Scapheremaeus balazsi är en kvalsterart som beskrevs av Sandór Mahunka 1983. Scapheremaeus balazsi ingår i släktet Scapheremaeus och familjen Cymbaeremaeidae. Inga underarter finns listade i Catalogue of Life.